# Willi Apel
Willi Apel (Konitz, 10 ottobre 1893 – Bloomington, 14 marzo 1988) è stato un musicologo, matematico e filosofo tedesco naturalizzato statunitense.

## Biografia
Nacque nella Pomerania Orientale. Studiò matematica dal 1912 al 1921 presso le Università di Bonn, Monaco e Berlino. Contemporaneamente, sviluppò una forte passione per la musica che si concretizzò in una serie di lezioni di pianoforte con L. Kreutzer ed E. Fischer.
Da questo momento decise di occuparsi a tempo pieno della musica sia come musicista sia come musicologo. Si laureò in filosofia nel 1932 a Berlino e conseguì il dottorato quattro anni dopo con una dissertazione sulle caratteristiche musicali del XV secolo e del XVI secolo e nello stesso anno emigrò negli Stati Uniti, dove intraprese la carriera di docente, dapprima all'Università di Harvard, dal 1938 al 1942, e poi per un ventennio all'Università dell'Indiana come insegnante di musicologia.
Durante gli anni quaranta i suoi lavori compresero trattazioni di ampia portata come l'Harvard Dictionary of Music del 1944 e, in collaborazione con Archibald Thompson Davison, i due volumi dell'Historical Anthology of Music, rispettivamente del 1949 e del 1950; il suo approccio alla materia consistette nel dare pari importanza tanto a temi allora poco praticati come il Medioevo, il Rinascimento e la musica di tutto il mondo, quanto ad argomenti più classici come le figure di Mozart e Beethoven. Anche il suo importante La notazione della musica polifonica dal X al XVII secolo fu scritto negli anni quaranta ed è tuttora un'opera di riferimento (l'edizione tedesca del 1970 è stata ampiamente arricchita e corretta rispetto all'originale edizione inglese; l'edizione italiana è la traduzione di questa edizione tedesca).
Negli anni cinquanta il suo interesse per gli albori della musica polifonica si concretizzò nel French Secular Music of the Late Fourteenth Century. Nel 1958 pubblicò la sua opera sul canto gregoriano, che fornì una guida completa al repertorio e alle sue fonti. Nei primi anni sessanta fondò il "CEKM" (Corpus of Early Keyboard Music), ossia una serie di edizioni dedicate agli albori della musica per tastiera. Durante gli anni il CEKM pubblicò musica di autori poco conosciuti come Johann Ulrich Steigleder, Bernardo Storace, Peeter Cornet e altri; inoltre, pubblicò in edizione moderna molti importanti manoscritti come l'intavolatura cinquecentesca di Giovanni di Lublino. Apel fu l'editore generale del CEKM e pubblicò un totale di dieci volumi; i suoi allievi continuarono l'opera stampandone molti altri.
Nel 1967 venne data alle stampe la Geschichte der Orgel- und Klaviermusik bis 1700, una vasta storia della musica per tastiera fino al 1700; l'edizione inglese (The History of Keyboard Music to 1700) apparve nel 1972, mentre quella italiana (Storia della musica per organo e altri strumenti da tasto fino al 1700) fu pubblicata nel 1985 presso Sansoni. La sua ultima fatica fu una raccolta di saggi dedicata alla musica violinistica italiana del XVII secolo.
Apel morì nel 1988 a Bloomington, nello Stato dell'Indiana.

## Opere parziali
I riferimenti in sottogruppo riportano le edizioni inglesi e/o tedesche originali, o, nel caso di traduzione italiana, le edizioni originarie in ordine di pubblicazione.
- La notazione della musica polifonica dal X al XVII secolo, a cura di Piero Neonato, Sansoni, 1984 
  - (EN) The Notation of Polyphonic Music, Medieval Academy of America, 1942-1949
  - (DE) Die Notation der polyphonen Musik, Breitkopf & Härtel, 1962-1970-1989-2009
- (EN) Harvard Dictionary of Music, Belknap Press of Harvard University Press, 1944-1946-1971-2003
- (EN) Masters of Keyboard, Harvard University Press, 1947
- (EN) (in collaborazione con Archibald Thompson Davison) The Historical Anthology of Music Volume I: Oriental, Medieval and Renaissance Music, Harvard University Press, 1949
- (EN) (in collaborazione con Archibald Thompson Davison) The Historical Anthology of Music  Volume II: Baroque, Rococo and Pre-Classical Music, Harvard University Press, 1950
- Il canto gregoriano, LIM, 1998 
  - (EN) Gregorian Chant, Indiana University Press, 1958-1960
- Storia della musica per organo e altri strumenti da tasto fino al 1700, a cura di Piero Neonato, 3 voll., Sansoni, 1985 
  - (DE) Geschichte der Orgel- und Klaviermusik bis 1700, Bärenreiter, 1967-2004
  - (EN) The History of Keyboard Music to 1700, Indiana University Press, 1972-1977
- (DE) Die italienische Violinmusik im 17. Jahrhundert, Franz Steiner, 1983
  - (EN) Italian Violin Music of the Seventeenth Century, Indiana University Press, 1990